# Мілина (фільм)
«Мілина» (англ. The Shallows) — американський драматичний фільм жахів Хауме Кольєт-Серра. Прем'єра стрічки в Україні відбулась 7 липня 2016 року. Фільм розповідає про серфінгістку Ненсі Адамс, яку на мілині переслідує акула, тож Ненсі опиняється в смертельній пастці на маленькій скелі посеред моря.

## Сюжет
Ненсі Адамс приїжджає до Мексики на дикий пляж, де колись каталася на серфінгу її покійна мати. Там вона зустрічає двох місцевих серферів, з якими катається декілька годин. Невдовзі Ненсі знаходить тушу горбатого кита і пливе назад до берега, але її збиває велика біла акула і у воді кусає дівчину за стегно. Ненсі вдається забратися на тушу кита, але акула змушує дівчину перебратися на маленький острівець рифу, де вона проводить ніч.
Наступного ранку місцевий п'яний чоловік краде на березі речі Ненсі. Він також помічає у воді дошку для серфінгу, але коли входить у воду, щоб забрати її, його вбиває акула. Через декілька годин у воду заходять двоє серферів, з якими Ненсі каталася напередодні, але вона не встигає їх попередити про акулу, і вони гинуть.
Через відплив Ненсі вирішує плисти до великого прибережного буя, що їй з труднощами вдається. Акула починає таранити буй і обриває майже всі його якірні ланцюги. Тоді Ненсі стрибає у воду і відриває останній ланцюг, хапається за нього і той своєю вагою тягне дівчину на дно, а за нею прямує акула. Коли Ненсі опиняється біля якоря, їй в останній момент вдається відхилитися в сторону і акула на повному ходу натрапляє на якірні штирі і гине. Однак дівчину підхоплює хвиля течії і вона втрачає свідомість. На березі її знаходить Карлос, чоловік який привіз її на цей пляж. Ненсі невдовзі приходить до тями.
Через рік Ненсі разом з батьком та молодшою сестрою Хлої відпочивають на пляжі в Техасі. Ненсі закінчила медицинський коледж і вчить Хлої серфінгу. Перед тим, як сестри йдуть у воду, батько каже Ненсі, що мати пишалася б нею.

## У ролях
| Актор                        | Роль                              |
| ---------------------------- | --------------------------------- |
| Блейк Лайвлі                 | Ненсі Адамс (серфінгистка)        |
| Оскар Хаенада                | Карлос                            |
| Бретт Каллен                 | батько Ненсі та Хлої              |
| Седона Ледже                 | Хлої Адамс (молодша сестра Ненсі) |
| Анджело Джосу Лозаньо Корзо  | серфер №1                         |
| Хосе Мануель Трухільйо Салас | серфер №2                         |
| Пабло Кальва                 | син Карлоса                       |
| Дієго Еспехель               | п'яний чоловік                    |
| Джанелл Бейлі                | мати Ненсі та Хлої                |

## Виробництво
Зйомки фільму почались 28 жовтня 2015 року в Новому Південному Уельсі.